# Sibel Kekilli
Sibel Kekilli (Heilbronn, 16 de junho de 1980) é uma atriz alemã de cinema e televisão. Ela ganhou atenção pública ao estrelar em 2004 o filme Gegen die Wand, vencendo o Deutscher Filmpreis, o prêmio mais prestigiado do cinema alemão. Kekilli é mais famosa por seu trabalho na série norte-americana Game of Thrones, onde ela interpreta Shae.

## Vida e carreira
Kekilli nasceu em Heilbronn, Alemanha Ocidental, filha de uma família turca. Seus pais foram para a Alemanha em 1977, sendo descritos por sua filha como muito liberais. Depois de deixar a escola aos 16 anos, ela conseguiu se tornar uma assistente administrativa no governo local, trabalhando na eliminação de resíduos municipais por dois anos. Ela se mudou para Essen em 2002, trabalhando como vendedora, porteira, faxineira, gerente de um clube norturno, garçonete, promoter e modelo.
Em 2002, trabalhando em um shopping de Colônia, ela foi descoberta por um diretor de elenco, que a chamou para um teste para um papel em um filme. Ela conseguiu o papel principal depois de competir com outras 350 atrizes. O filme, Gegen die Wand, foi lançado em 2004 e foi um grande sucesso de público, recebendo vários prêmios em festivais de cinema, incluindo o Deutscher Filmpreis, o mais importante do cinema alemão. As filmagens foram cansativas para Kekilli, entretanto, e ela teve de passar por uma apendicectomia durante as gravações na Turquia. Após o filme, ela também teve de fazer uma rinoplastia.
Pouco tempo depois do lançamento de Gegen die Wand, o tablóide alemão Bild-Zeitung revelou que ela anteriormente havia trabalhado em filmes pornográficos usando o nome artístico "Dilara". Tal relato gerou um escândalo público que fez com que seus pais cortassem relações com ela. Kekilli venceu o Prêmio Bambi por sua atuação em Gegen die Wand; durante seu discurso de agradecimento, ela reclamou as lágrimas sobre o "abuso da mídia" e a "suja campanha de difamação" contra ela. O Bild-Zeitung foi mais tarde reprimido pela Deutscher Presserat, a instituição de controle das publicações alemãs.
Kekilli estrelou em 2006 o filme Eve Dönüş, interpretando a esposa de um homem injustamente preso e condenado; ela venceu o prêmio de melhor atriz no Antalya Golden Orange Film Festival. No mesmo ano ela interpretou uma mulher judia no filme Der Letzte Zug. Em 2009 ela participou do filme Die Fremde como Umay, uma jovem turca que deixa Istanbul para reencontrar sua família em Berlim; ela venceu seu segundo Deutscher Filmpreis pelo papel no filme.
Em 2011, Kekilli apareceu em dois episódios da primeira temporada da série de televisão norte-americana Game of Thrones no papel da prostituta Shae. O autor dos romances A Song of Ice and Fire em que a série é baseada, George R. R. Martin, também co-produtor executivo do programa, elogiou a escolha da atriz para o papel, dizendo que seu teste foi "extraordinário", complementando ao dizer que ela conseguia fazer com que o público "se apaixonasse por [Shae] também". Para a segunda temporada, Kekilli foi promovida ao elenco principal.

## Vida pessoal
Kekilli atualmente vive em Hamburgo. Ela apoia a organização Terre des Femmes e a organizaçao Unidas. Ela financiou um abrigo para mulheres vítimas de abuso no Brasil. 

## Filmografia

### Filmes
| Ano  | Titulo                                                      | Papel                 | Notas                                                               |
| ---- | ----------------------------------------------------------- | --------------------- | ------------------------------------------------------------------- |
| 2002 | Amateure intim                                              |                       | Filme Adulto                                                        |
| 2004 | Head-On (em alemão: Gegen die Wand, em turco: Duvara Karşı) | Sibel Güner           |                                                                     |
| 2004 | Kebab Connection                                            | Italienerin           |                                                                     |
| 2006 | Winter Journey (em alemão: Winterreise)                     | Leyla                 |                                                                     |
| 2006 | Fay Grim                                                    | Faxineira de Istambul |                                                                     |
| 2006 | The Last Train (em alemão: Der letzte Zug)                  | Ruth Zilbermann       |                                                                     |
| 2006 | Home Coming (em turco: Eve Dönüş)                           | Esma                  |                                                                     |
| 2009 | Pihalla                                                     | Laura                 |                                                                     |
| 2010 | When We Leave (em alemão: Die Fremde, em turco: Ayrılık)    | Umay                  |                                                                     |
| 2011 | What a Man                                                  | Nele                  |                                                                     |
| 2012 | Die Männer der Emden                                        | Salima Bey            |                                                                     |
| 2019 | Berlin, I Love You                                          | Yasil                 | Segmento: "Embassy"                                                 |
| 2019 | Deutschland ist... Heim                                     |                       | [ 11 ]                                                              |
| 2020 | de                                                          | Tara Ketabi           |                                                                     |
| 2022 | tr                                                          | Sırma                 |                                                                     |
| 2025 | Yunan                                                       |                       | Premiere no Festival Internacional de Cinema de Berlim em Fevereiro |
| 2026 | Shutdown                                                    | Sarah                 | prós-produção                                                       |
| 2026 | Rostocken                                                   | Sibel                 | prós-produção<                                                      |

### Televisão
| Ano       | Titulo                                | Papel                        | Notas         |
| --------- | ------------------------------------- | ---------------------------- | ------------- |
| 2010      | Gier                                  | Nadja Hartmann               | 2 episódios   |
| 2010      | Homicide Unit Istanbul                | Fatma Benli                  | 1 episódio    |
| 2010–2017 | Tatort                                | Sarah Brandt                 | 14 episódios  |
| 2011–2014 | Game of Thrones                       | Shae                         | 20 episódios  |
| 2015–2017 | Paare                                 | Patientin                    | 4 episódios   |
| 2016      | Inspector Borowski                    | Sarah Brandt                 | 9 episódios   |
| 2017      | Bruder: Schwarze Macht                | Sibel                        | 4 episódios   |
| 2017      | Sesamstraße                           | Sibel                        | 1 episódio    |
| 2018      | Bullets                               | Madina Taburova/Zamira Hoxha | 10 episódios  |
| 2021      | de                                    | Nina Baselau                 | Filme para TV |
| 2023      | Freiheit ist das Einzigste, was zählt | Ulli                         | Filme para TV |